# Krokom (comune)
Krokom è un comune svedese di 14 488 abitanti, situato nella contea di Jämtland. Il suo capoluogo è la cittadina omonima.

## Località
Nel territorio comunale sono comprese le seguenti aree urbane (tätort):
| #  | Località          | Popolazione |
| -- | ----------------- | ----------- |
| 1  | Krokom            | 2 087       |
| 2  | Ås                | 1 097       |
| 3  | Nälden            | 881         |
| 4  | Föllinge          | 509         |
| 5  | Dvärsätt          | 437         |
| 5  | Östersund (parte) | 437         |
| 7  | Änge              | 387         |
| 8  | Aspås             | 352         |
| 9  | Trångsviken       | 269         |
| 10 | Vaplan            | 259         |
| 11 | Ytterån           | 203         |

## Amministrazione

### Gemellaggi
- Jilin
- Haninge